# Kryder

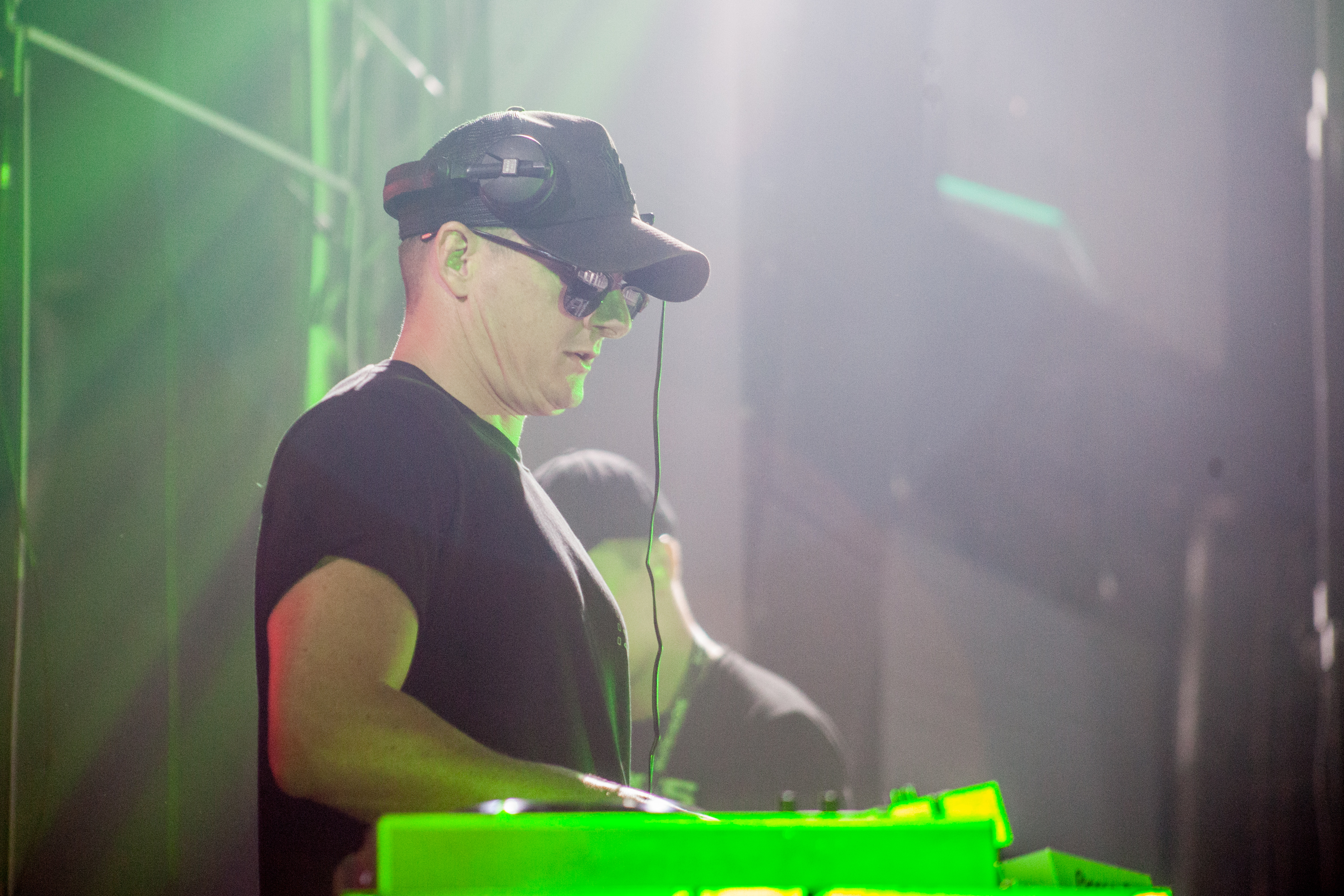
Kryder (2019)

Kryder (bürgerlich: Chris Knight; * 28. Oktober 1982 in St Albans) ist ein englischer House-DJ und Musikproduzent aus London. Durch die Zusammenarbeit mit House-Größen wie Steve Angello und Erick Morillo sowie Veröffentlichungen auf Labels wie Axtone und Spinnin’ gilt er als wichtiger Vertreter in den Bereichen von Big-Room-, Progressive und Tech House. Insbesondere ist das Subgenre „Groove-House“ von ihm geprägt. Er ist Gründer der Labels Sosumi, Cartel und Kryteria.

## Werdegang

### Anfänge in Manchester
Nachdem Knight im Alter von 12 Jahren zum ersten Mal ein Dance-Musik Mixtape eines Freundes gehört hatte, fing er selbst als DJ an. Als seine damaligen Einflüsse nennt er Carl Cox und Axwell. Mit 15 Jahren begann er mit der Musikproduktion. Um dies zu finanzieren, arbeitete er als Jugendlicher auf einem Markt. Als 18-Jähriger kam er nach Manchester und promotete dort Partys, auf denen er selbst auflegte. Unter dem Namen Kryder, einem Spitznamen aus Schulzeiten, abgeleitet von seinem Nachnamen und der TV-Serie Knight Rider, wird er ein fester Bestandteil von Manchesters Clubszene für die nächsten Jahre. Nachdem er sich wieder vollständig der Produktion widmete, entstand im Jahr 2011 der Track K2. Daraufhin wurde Tiësto auf ihn aufmerksam und veröffentlichte das Lied unter seinem Label Musical Freedom. Außerdem durfte Kryder vor ihm im Privilege Ibiza vor 8000 Besuchern spielen, womit er erste internationale Bekanntheit erlangte.

### Internationaler Erfolg & Labelgründungen
2012 startete Kryder sein Label Sosumi, womit er junge Talente förderte. Da jeder Track ein Free Track war, bekam das Label den Beinamen „The World's No. 1 Free Dance Music Label“.
Im Jahr 2013 gelang ihm der endgültige Durchbruch mit dem Festival-Track Aphrodite. Dieser wurde unter Axwells Label Axtone veröffentlicht und erreichte die Top 5 der Beatport-Charts. Zu einer engeren Zusammenarbeit kam es mit dem Produzenten Tom Staar: Nach einem gemeinsamen Remix zu Swedish House Mafia – Don’t You Worry Child im Jahr 2012 folgten weitere gemeinsame Produktionen wie Jericho (2014) und Da Puta Madre, welches 2016 den IDMA-Award in der Kategorie Best Latin Track gewann. Zusammen gründeten beide das Label Cartel Recordings, welches ein Sublabel von Spinnin‘ ist. Der erste Release namens The Chant von Kryder selbst fand großen Zuspruch.
2015 wurde er erstmals in die (erweiterte) DJ-Mag Liste gewählt und belegte Rang 108. 2016 erreichte er Platz 132.
Mit weiteren Produktionen und Remixen u. a. für Armin van Buuren, Kölsch und Robin Schulz etablierte sich Kryder als fester Line-Up-Bestandteil der wichtigsten EDM-Festivals weltweit wie Tomorrowland, Parookaville, Electric Love, Ultra und Mysteryland. Sein Track Unity diente als offizielle Festival-Hymne für die Sensation Chile. Er gehörte laut 1001Tracklist im Jahr 2017 zu den zehn von anderen DJs auf Festivals meistgespielten Künstlern. Seine wöchentliche Radioshow Kryteria Radio wird von 100 Radiostationen weltweit ausgestrahlt und erreicht 100.000 wöchentliche Abonnenten auf iTunes. Das gleichnamige Label gründete Kryder 2018. Gleichzeitig wurde Sosumi mit dem 100. Release eingestellt. Die erste Veröffentlichung unter Kryteria Records war eine Kollaboration von Kryder mit Steve Angello namens Romani. Der Track wurde erstmals beim Tomorrowland 2017 von Steve Angello aufgeführt und wurde am 20. Juli 2018 offiziell veröffentlicht. Kryteria ist ebenfalls ein Sublabel von Spinnin‘.
Im Januar 2020 verkündete Kryder das Comeback seines Labels Sosumi Records. Im April 2020 folgten dazu weitere Ankündigungen auf seiner Facebook-Seite und in seiner wöchentlichen Radioshow Kryteria Radio, in welcher er ebenso den ersten neuen Track prämierte.

## Diskografie

### Singles
- 2011: Me [Maquina Records]
- 2011: K2 [Musical Freedom]
- 2012: Sending Out An S.O.S. (mit Danny Howard) [Spinnin' Records]
- 2013: Vyper [Cr2 Records]
- 2013: Aphrodite [Axtone Records]
- 2013: Pyrmd [Protocol Recordings]
- 2014: Feels Like Summer (mit Still Young und Duane Harden) [SPRS]
- 2014: Fiji [SPRS]
- 2014: Tarzan [Sosumi Records]
- 2014: Big Momma's House (mit Tom Staar) [Sosumi Records]
- 2014: Jericho (mit Tom Staar) [Size Records]
- 2015: Good Vibes (mit The Wulf) [Spinnin' Records]
- 2015: Percolator (mit Cajmere) [Spinnin' Records]
- 2015: Chunk (mit CID) [Free download]
- 2015: Apache (mit Dave Winnel) [Size Records]
- 2015: De Puta Madre (mit Tom Staar und The Wulf) [SPRS]
- 2016: Crocodile Tears [Axtone Records]
- 2016: Selecta (Chocolate Puma Edit) [Spinnin' Records]
- 2016: The Chant (mit Eddie Thoneick) [Cartel Recordings]
- 2016: La Luna (mit HIIO) [SPRS]
- 2016: You & Me (mit The Cube Guys) [Cartel Recordings]
- 2017: Unity (mit Roland Clark) [SPRS]
- 2017: MTV [Musical Freedom]
- 2017: Waves (mit Erick Morillo) [Subliminal Recordings]
- 2018: Romani (featuring Steve Angello) [Kryteria Records]
- 2018: La Cumbiambera (mit Cato Anaya) [Uptrax]
- 2019: Get Funky (mit Fast Eddie) [Musical Freedom]
- 2019: Drumkore [Kryteria Records]
- 2020: Rusty Trombone [Spinnin' Records]

### Remixes
- 2012: Afrojack & Shermanology – Can’t Stop Me (Kryder & Staar Remix) [Wall Recordings]
- 2013: Nicky Romero vs. Krewella – Legacy (Kryder Remix) [Protocol Recordings]
- 2014: Showtek & Justin Prime feat. Matthew Koma – Cannonball (Earthquake) (Kryder Remix) [SPRS]
- 2014: Arno Cost & Norman Doray – Apocalypse 2014 (Kryder & Tom Staar Remix) [Spinnin’ Records]
- 2014: Armin van Buuren – Ping Pong (Kryder & Tom Staar Remix) [Armada Music]
- 2014: Kölsch feat. Troels Abrahamsen – All That Matters (Kryder Remix) [Axtone Records]
- 2015: L’Tric – This Feeling (Kryder Remix) [Neon Records]
- 2015: Michael Calfan – Treasured Soul (Kryder & Genairo Nvilla Remix) [Spinnin’ Remixes]
- 2015: Sam Feldt feat. Kimberly Anne – Show Me Love (Kryder & Tom Staar Remix) [Spinnin’ Remixes]
- 2015: Dimitri Vegas & Like Mike vs. Ummet Ozcan – The Hum (Kryder & Tom Staar Remix) [Smash The House]
- 2015: Tommy Trash feat. JHart – Wake the Giant (Kryder & Tom Tyger Remix) [Armada Music]
- 2015: David Guetta feat. Sia & Fetty Wap – Bang My Head (Kryder & Dave Winnel Remix) [What a Music]
- 2016: Chicane – Saltwater (Kryder Remix) [Xtravaganza]
- 2017: Provenzano & Federico Scavo – Folegandros (Kryder Mix) [Cartel Recordings]
- 2018: Robin Schulz & Marc Scibilia  – Unforgettable (Kryder Remix) [Tonspiel]
- 2019: Lost Frequencies & Flynn – Recognise (Kryder Remix) [Kontor Records]
- 2020: Grum & Natalie Shay – Afterglow (Kryder Remix) [Anjunabeats]
- 2020: Cato Anaya & RSAM feat. Totó La Momposina – Tu Tambor (Kryder Mix) [SPRS]